# 马克斯·海因策
马克斯·海因策（德語：Max Heinzer，1987年8月8日—），瑞士男子击剑运动员，2017年世界击剑锦标赛男子重剑团体银牌得主、2018年世界击剑锦标赛男子重剑团体金牌得主、2019年世界击剑锦标赛男子重剑团体铜牌得主。